# پدرو گامارو
پدرو گامارو (انگلیسی: Pedro Gamarro; ۸ ژانویهٔ ۱۹۵۵ – ۷ مهٔ ۲۰۱۹) بوکسور اهل ونزوئلا بود.